# Чай (город)
Чай (тур. Çay) — город в провинции Афьонкарахисар Турции. Его население составляет 14,004 человек (2009). Высота над уровнем моря — 1022 м.

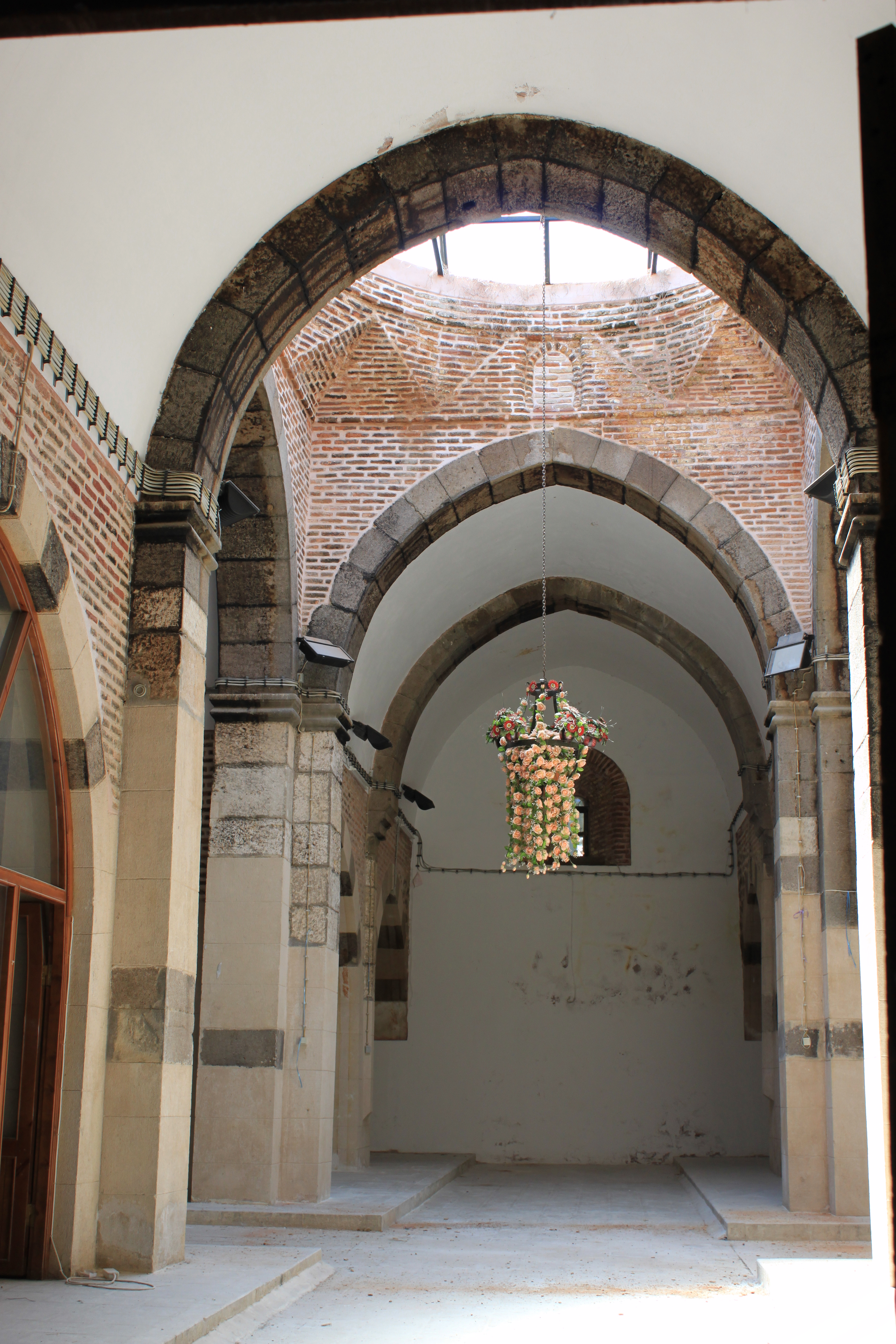
Çay; Сельджуков Kervansaray; Интерьер. Построен генералом Эбулом Мукахитом бен Якупом при султане Кай Хосрау III